# 4296 van Woerkom
4296 van Woerkom (1935 SA2) là một tiểu hành tinh vành đai chính được phát hiện ngày 28 tháng 9 năm 1935 bởi Hendrik van Gent ở Johannesburg.